# نفرو سوم
| nfr | nfr | nfr | B1 |

| nfr | nfr | nfr | B1 |

نِفِرو سوم (انگلیسی: Neferu III؛ معنای تحت‌اللفظی: زیبارو) یک ملکه همسر در مصر باستان در دوران حکمفرمایی دودمان دوازدهم مصر بود. او دختر آمنمحات یکم (پادشاه از ۱۹۹۱ تا ۱۹۶۲ پیش از میلاد)، خواهر و همسر سنوسرت یکم (پادشاه از ۱۹۷۱ تا ۱۹۲۶ پیش از میلاد) و مادر آمنمحات دوم بود.
نِفِرو سوم یکی از چهار فرزند شناخته‌شدهٔ آمنمحات یکم است. او با برادرش، سنوسرت یکم ازدواج کرد و تا آنجا که می‌دانیم، تنها همسر او بود. در داستان سینوهه به عنوان همسر سنوسرت از او یاد شده است. نام او در بخش‌هایی از هرم پدرش در اللشت و نیز در آرامگاه یادمانی پسرش در سرابیط الخادم که به یاد سنوسرت ساخته شده، آمده است. او هرمی در مجموعهٔ هرم همسرش داشت، اما احتمال دارد که محل دفن واقعی‌اش نه آنجا، بلکه در دهشور و نزدیک پسرش بوده باشد.
عنوان‌های او عبارت بودند از: «دختر پادشاه»، «همسر پادشاه» و «مادر پادشاه».